# Olivetti Valentine

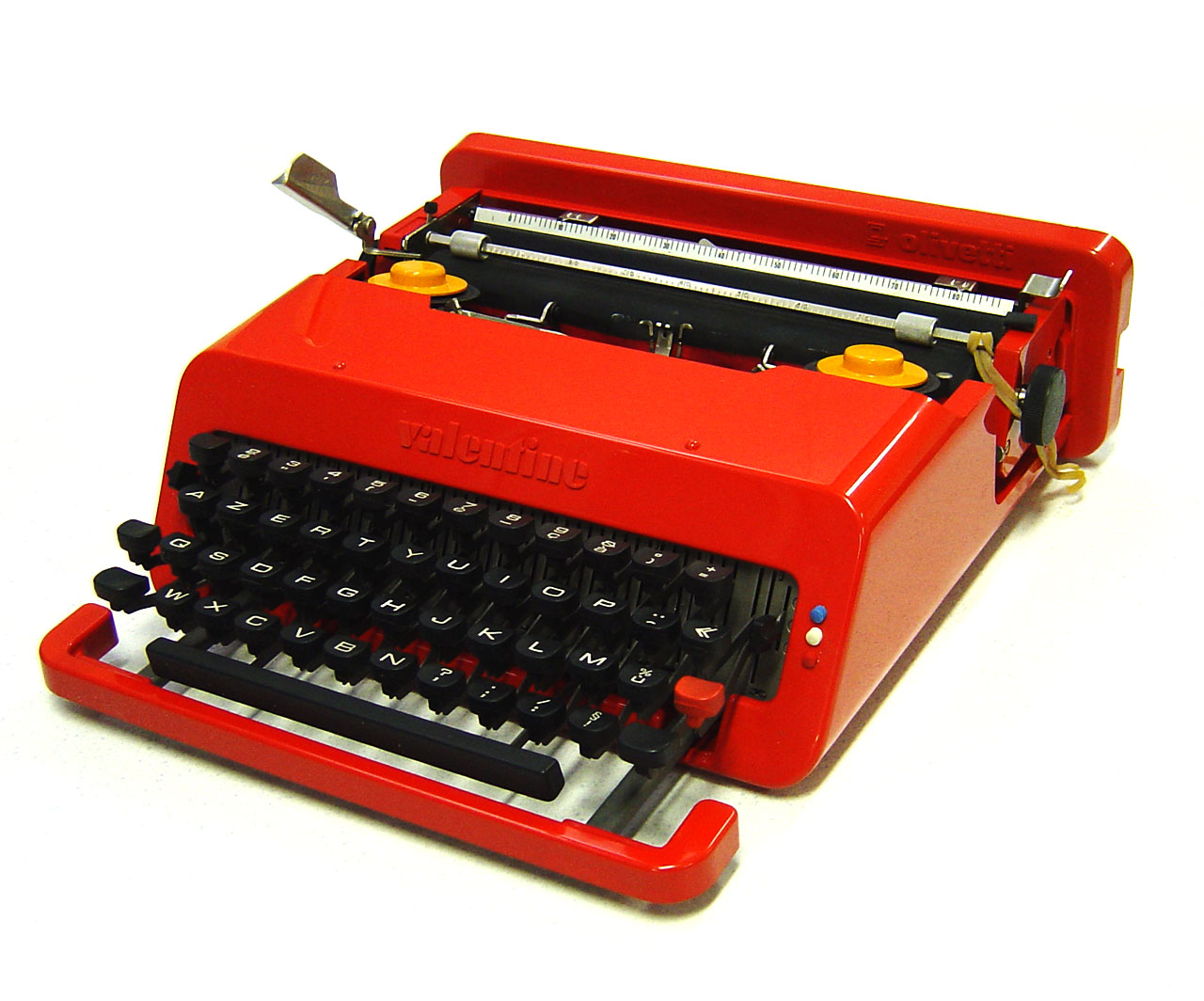
Olivetti Valentine

Olivetti Valentine är en reseskrivmaskin från italienska Olivetti. Maskinen, som formgavs av Ettore Sottsass och Perry A. King 1969, har blivit en klassiker inom designbranschen. Sottsass formgav Valentine efter resor i USA och Indien. Valentine bröt med de gängse skrivmaskiner med sin sprakande röda färg och blev en modeaccessoar snarare än ett kontorsmateriel.